# Christian Cannabich
Johann Christian Innocenz Bonaventura Cannabich (Mannheim, c. 28 de diciembre de 1731 - Fráncfort del Meno, 20 de enero de 1798) fue un violinista, compositor y Maestro de capilla alemán de la música del Clasicismo. Fue un prolífico compositor de unas 200 obras. Continuó el legado de Johann Stamitz y llevó a la orquesta de Mannheim a ser una de las mejores en Europa, alcanzando un grado de perfección hasta entonces nunca visto, particularmente en los cuidadosamente graduados crescendos y diminuendos. Junto con Stamitz y los otros compositores de la corte de Manheim, fue responsable de desarrollar la textura orquestral que preparó el terreno para el tratamiento de los Clásicos de Viena. Su tratamiento de los instrumentos de viento-madera, particularmente los clarinetes, y su uso en los conciertos fue fuertemente influenciado por Mozart.

## Biografía

### Origen
Christian Cannabich fue el tercer hijo de Martin Friedrich Cannabich (1690–1773), un flautista, oboísta y profesor de música en la corte de Mannheim. Cannabich padre fue el profesor personal de flauta del Príncipe elector Carlos Teodoro lo cual en sí mismo creó condiciones favorables para la carrera posterior de Christian Cannabich. La familia era originaria de Alsacia cuya historia, tradición y costumbre ha estado siempre cercana al Palatinado. Es posible que el padre de Cannabich fuera bilingüe en alemán y francés y que Cannabich cuando era niño escuchara y aprendiera ambos lenguajes en casa. Esto explicaría la relativa facilidad con la cual Cannabich se movió posteriormente en los círculos aristocráticos franceses durante sus frecuentes estancias en París y Versalles.

### 1742-1756 Educación en Mannheim y Roma
Cuando fue niño estudió el violín con Johann Stamitz (1717–1757), compositor extraordinaire, violinista, concertino y líder de la orquesta de Mannheim. Se unió a la sección de violín de la orquesta como un Schüler (es decir, aspirante) a la edad de doce años (1744), volviéndose un miembro permanente dos años después. En el año 1748 fue listado en la corte anual y calendario del estado (Churpfälzischer Hof- und Staatskalender) como violinista viviendo junto con su padre en la ruta Moritz.
En 1750, Carlos Teodoro, Príncipe elector del Palatinado, envió a Cannabich a Roma para continuar sus estudios con Niccolò Jommelli, maestro coadiutore de la Capilla Papal y también un exitoso compositor de Ópera. Permaneció en Roma hasta 1753, cuando él siguió a Jommelli hacia Stuttgart. Jommelli había sido nombrado Ober-Kapellmeister en la capital de Suabia, y trató de hacer ahí lo que el viejo Stamitz había hecho en Mannheim, es decir, crear una orquesta de primer nivel. En 1756 Cannabich regresó a Italia por segunda vez, en esta ocasión a Milán, donde tomó cursos adicionales con Giovanni Battista Sammartini.

### 1757-1773 Maestro de concierto
En la primavera de 1757, después de la muerte prematura de Johann Stamitz, fue llamado de regreso a Mannheim para asumir el cargo de Stamitz como primer violinista (junto con Carl Joseph Toeschi).
En 1759 Cannabich se casó con Maria Elisabeth de la Motte, Dama de la Alcoba de la Duquesa de Zweibrücken. Tuvieron seis hijos, uno de ellos Carl Cannabich, que después fue compositor por derecho propio. Desde noviembre de 1777 hasta marzo de 1778, su hija Rose recibió lecciones de piano de Mozart, cuya sonata para piano n.º 7 en Do mayor está dedicada a ella. Aunque Cannabich vivió mucho en la Ilustración, que permitió e incluso fomentó una cierta permeabilidad entre las clases sociales, era incluso entonces inusual para un hombre de nacimiento común casarse con una mujer con título de nobleza. Esto llevó a que este enlace conyugal tuviera consecuencias importantes y de gran alcance para Cannabich.
El Duque Christian IV de la cercana Zweibrücken le tomó un gusto a Cannabich y lo favoreció con soporte y atención. En 1764 acompañó al Duque hacia París, ya que tenía un palacio allí. La música y los músicos de Mannheim fuereon populares entre las audiencias parisinas. Fue durante este viaje que Cannabich conoció a los Mozart quienes, entonces en su viaje familiar, pasaron el tiempo entre noviembre de 1763 y abril de 1764 en la capital francesa. Durante los años 1760s y 1770s Cannabich visitó París frecuentemente, su música fue interpretada en el Concert Spirituel, y sus sinfonías y tríos se imprimieron ahí. La mayoría de las obras de Cannabich después de esta fecha fueron publicadas en París.

### 1774-1798 Director de la orquesta de Mannheim
En 1774 Cannabich se volvió director de la orquesta de la corte de Mannheim; como tal, no lideró únicamente a la orquesta como concertino, sino que también tuvo el deber de componer la música para los ballets de la corte, con la coreografía del maître de danse Étienne Lauchery. Cuatro años después (1778) se mudó con la corte a Múnich cuando Carlos Teodoro, su señor y maestro, se volvió elector de Baviera. Cannabich continuó con sus deberes en Múnich como antes, pero los mejores años de la orquesta de Mannheim para entonces habían terminado.
En los años 1780s el elector recortó el presupuesto de la orquesta y redujo el número de músicos de 95 a 55. Los músicos se quejaron sobre la falta de pago y su reducido ingreso. Se afirma que el mismo Cannabich tuvo que vivir con un tercio de su sueldo anterior durante los últimos años de su vida, lo que forzó al músico ya de cierta edad a realizar giras de conciertos y, quizá por primera vez en su vida, a hacer lo que otros músicos menos afortunados tenían que hacer con sus vidas, trabajar duramente por dinero.
Cannabich murió mientras visitaba a su hijo Carl, en Fráncfort del Meno en 1798.

## Cannabich y Mozart
Cannabich y Wolfgang Amadeus Mozart se encontraron varias veces en un periodo de veinte años. La segunda vez fue en el invierno y la primavera de 1777-78, cuando Mozart estaba en su malogrado viaje, primero en Mannheim y de allí a París. Acompañado por su madre (el padre tuvo que quedarse atrás para ganar el dinero por su costosa empresa), Mozart había dejado Salzburgo buscando riqueza y fama — y sobre todo una posición con alguna de las muchas princesas alemanas. El que aquella madre e hijo interrumpieron su viaje en Mannheim para una estancia larga no era sorprendente. A finales del siglo XVIII, Mannheim tuvo la mejor y más famosa orquesta en toda Europa. Excelentes músicos y compositores talentosos (muchos de ellos de Bohemia), un estricto e implacable ejercicio, y un suntuoso presupuesto del príncipe elector del Palatinado, se convirtieron lo que anteriormente había sido solo una de las muchas capillas principescas en un conjunto poderoso y de buen funcionamiento. Según los informes las damas se desmayaban cuando los Mannheimers desataban su rugiente crescendo (solo uno de muchos dispositivos orquestrales que fue inventado ahí).
El mismo Mozart alabó a la orquesta en numerosas ocasiones, como aquí en una carta escrita a su padre:

"Debo decirte ahora sobre la música aquí. El sábado, día de Todos los Santos, asistí a la misa mayor. La orquesta es muy buena y numerosa. A cada lado diez y once violines, cuatro tenores, dos obóes, dos flautas, y dos clarinetes, dos cuernos, cuatro violonchelos, cuatro fagotes, y cuatro contrabajos, además de trompetas y timbales. Esto debería dar música fina -..."

## Obras (selección)
Óperas
- Azaki (1778)

Ballets
- 40 ballets

Música orquestral
- 75 sinfonías
- 3 conciertos para violín

Música de cámara
- 12 cuartetos de cuerda
- 6 tríos con piano
- 30 sonatas para piano y violín

## Discografía (selección)
- Christian Cannabich: Symphonies Nos. 47 - 52. Nicolaus Esterhazy Sinfonia, Conductor: Uwe Grodd. Naxos 8.554340
- Christian Cannabich: Symphonies Nos. 59, 63, 64, 67 and 68. Lukas Consort, Conductor: Viktor Lukas. NAXOS 8.553960